# Gigasiphon macrosiphon
Gigasiphon macrosiphon är en ärtväxtart som först beskrevs av Hermann August Theodor Harms, och fick sitt nu gällande namn av John Patrick Micklethwait Brenan. Gigasiphon macrosiphon ingår i släktet Gigasiphon och familjen ärtväxter. IUCN kategoriserar arten globalt som starkt hotad. Inga underarter finns listade i Catalogue of Life.